# (7164) Babadzhanov
(7164) Babadzhanov (1984 ET) – planetoida z grupy pasa głównego asteroid okrążająca Słońce w ciągu 3,73 lat w średniej odległości 2,4 j.a. Odkryta 6 marca 1984 roku.